# Алексеево (Енангское сельское поселение)
Алексеево — деревня в Кичменгско-Городецком районе Вологодской области.
Входит в состав Енангского сельского поселения, с точки зрения административно-территориального деления — в Нижнеентальский сельсовет.
Расстояние до районного центра Кичменгского Городка по автодороге составляет 67 км, до центра муниципального образования Нижнего Енангска по прямой — 13 км. Ближайшие населённые пункты — Анциферово Раменье, Брод, Нижняя Ентала, Мариевский Выселок.
Население по данным переписи 2002 года — 10 человек.